# Utetheisa diva
Utetheisa diva är en fjärilsart som beskrevs av Paul Mabille 1879. Utetheisa diva ingår i släktet Utetheisa och familjen björnspinnare. Inga underarter finns listade i Catalogue of Life.